# Лев II (папа римский)
Лев II (лат. Leo PP. II; 611 — 3 июля 683) — папа римский с 17 августа 682 года по 3 июля 683 года.

## Ранние годы
Грек, родился на острове Сицилия, его отца звали Павлом. Лев был известен как красноречивый проповедник, который интересовался музыкой и активно помогал бедным

## Понтификат
Хотя Лев был избран папой через несколько дней после смерти Агафона (10 января 681), он был рукоположён лишь через год и семь месяцев (17 августа 682). Возможно, подобная отсрочка была связана со сложностями переговоров с императором, от которого требовалось получить утверждение результатов выборов. Эти переговоры были начаты предшественником Льва Агафоном: Константин IV пообещал Агафону отменить или уменьшить налог, который папы платили в императорскую казну по случаю своего избрания.
Недолгий понтификат Льва не позволит ему достичь многого, но было одно значительное достижение большое значение: он утвердил анафемы монофелитам, провозглашённые Шестым Вселенским собором. Лев уведомил императора, что декреты Совета им подтверждены и что он сделал их известными народам Запада. В письмах, написанных к императору, епископам и дворянам Испании он объяснил суть решений собора и призвал епископов подписаться под его решениями.
На соборе анафеме был подвергнут и папа Гонорий I за его уступки в полемике с монофелитами. Лев приложил большие усилия, чтобы снять анафему и доказать, что Гонорий был введен в заблуждение неправильным переводом писем от монофелитов. В это же время Лев положил конец попыткам архиепископов Равенны выйти из-под контроля епископа Рима. Папа подсластил своё решение, отменив налог, уплачиваемый архиепископом Равенны по случаю своего назначения. Кроме того, из-за постоянных набегов лангобардов Лев перенес мощи ряда мучеников из катакомб в церкви внутри стен города. Он также освятил две церкви — Святого Павла и Св. Себастьяна и Георгия.
Погребён в Риме. В католической церкви почитается как святой; день памяти — 3 июля.